# وراثة لا مندلية

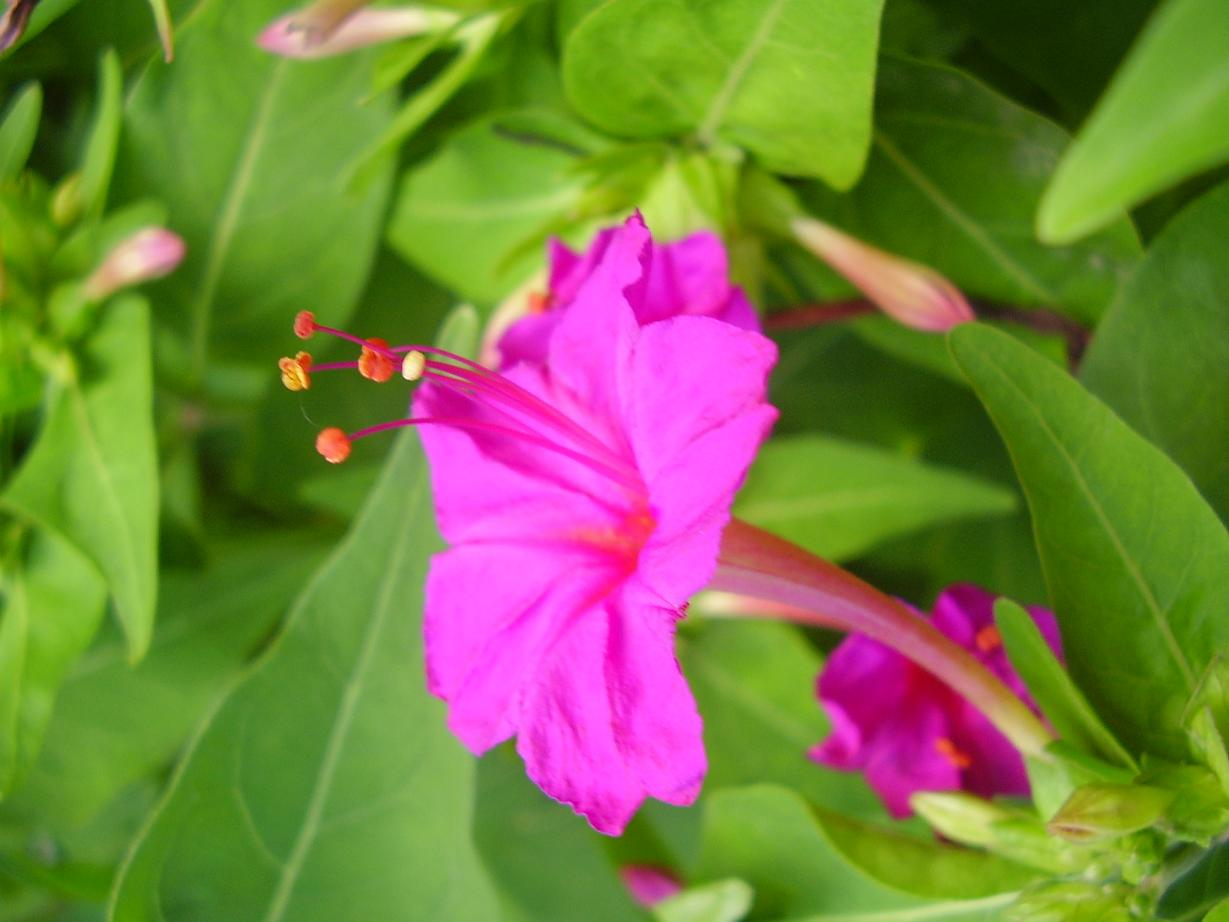
شب الليل الجلبي

الوراثة لا مندلية (بالإنجليزية: Non-Mendelian inheritance)‏ هي أي نمط لا تنفصل فيه الصفات وفقًا لقوانين مندل. تصف هذه القوانين وراثة الصفات المرتبطة بجينات مفردة على الكروموسومات في النواة. في الوراثة المندلية، يساهم كل والد بواحد من أليلين محتملين للصفة. إذا كانت التركيبات الجينية لكلا الوالدين في التزاوج الجيني معروفة، فيمكن استخدام قوانين مندل لتحديد توزيع الأنماط الظاهرية المتوقعة لنسل المجموعة السكانية. توجد عدة حالات لا تتطابق فيها نسب الأنماط الظاهرية الملاحظة في النسل مع القيم المتوقعة.
تعرض بعض الأمراض الوراثية وطريقة ظهورها أنماطًا غير مندلية، مما يعقد عملية التنبؤ بناءً على التاريخ العائلي.

## الأنواع
سيادة غير كاملة، وسيادة مشتركة، وأليلات متعددة، وصفات متعددة الجينات تتبع قوانين مندل، وتُظهر وراثة مندلية، ويُفسر وجودها كامتدادات لقوانين مندل.

### السيادة غير الكاملة

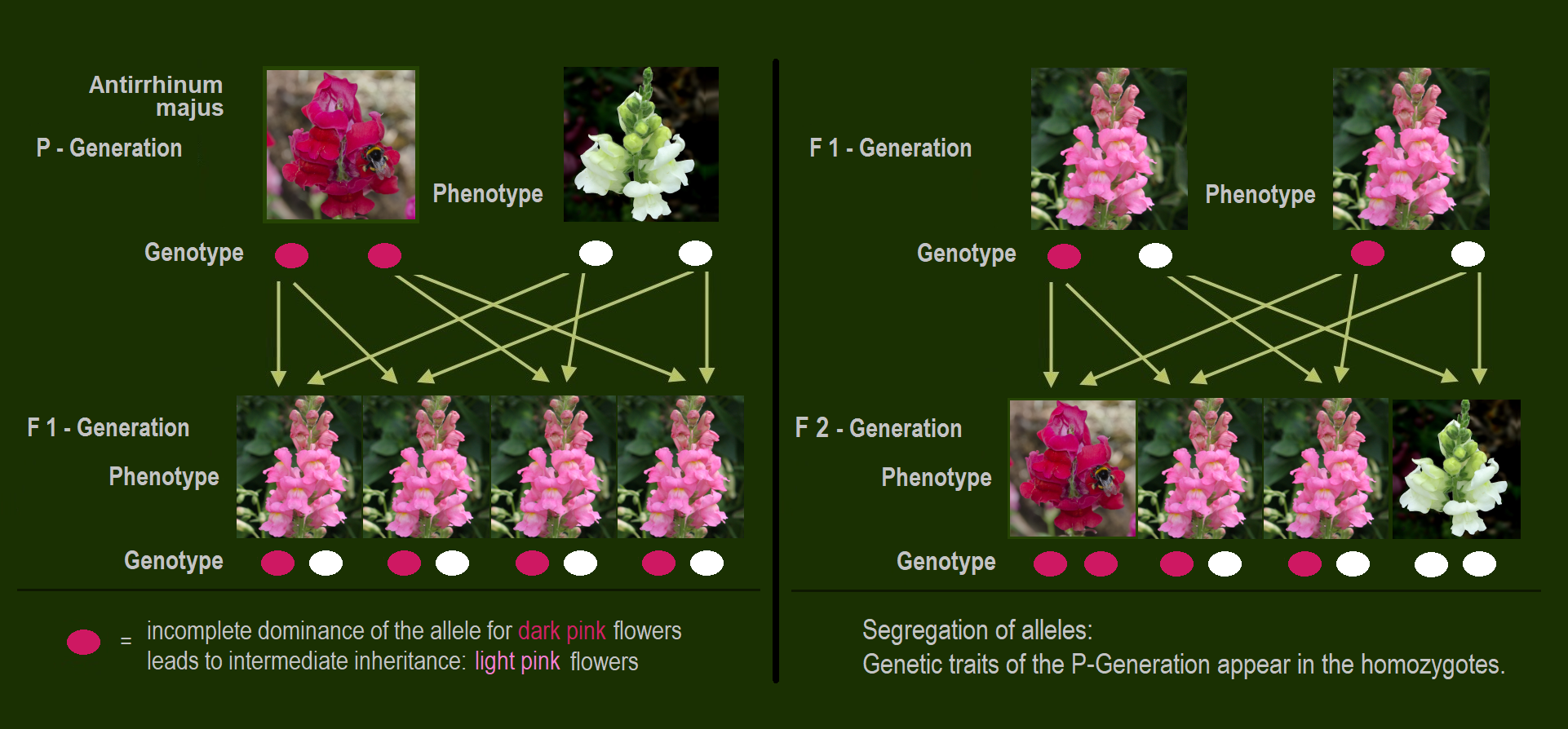
سيادة غير كاملة في نبات فم السمكة الشائع.

في حالات الوراثة الوسطية الناتجة عن السيادة غير الكاملة، لا ينطبق مبدأ السيادة الذي اكتشفه مندل. ومع ذلك، فإن مبدأ الانتظام يسري، حيث أن جميع النسل في الجيل الأول (F1) يمتلك نفس النمط الجيني ونفس النمط الظاهري. كما ينطبق مبدأ مندل الخاص بانعزال الجينات، حيث يظهر في الجيل الثاني (F2) أفراد متماثلون للجينات يحملون الأنماط الظاهرية للجيل الأبوي. وقد فحص كارل كورنز الوراثة الوسطية لأول مرة في لون أزهار شب الليل الجلبي (ميرابيليس جالابا). كما يُظهر نبات فم السمكة الشائع (أنتيرينوم ماجوس) وراثة وسطية في تصبغ الأزهار.

### السيادة المشتركة

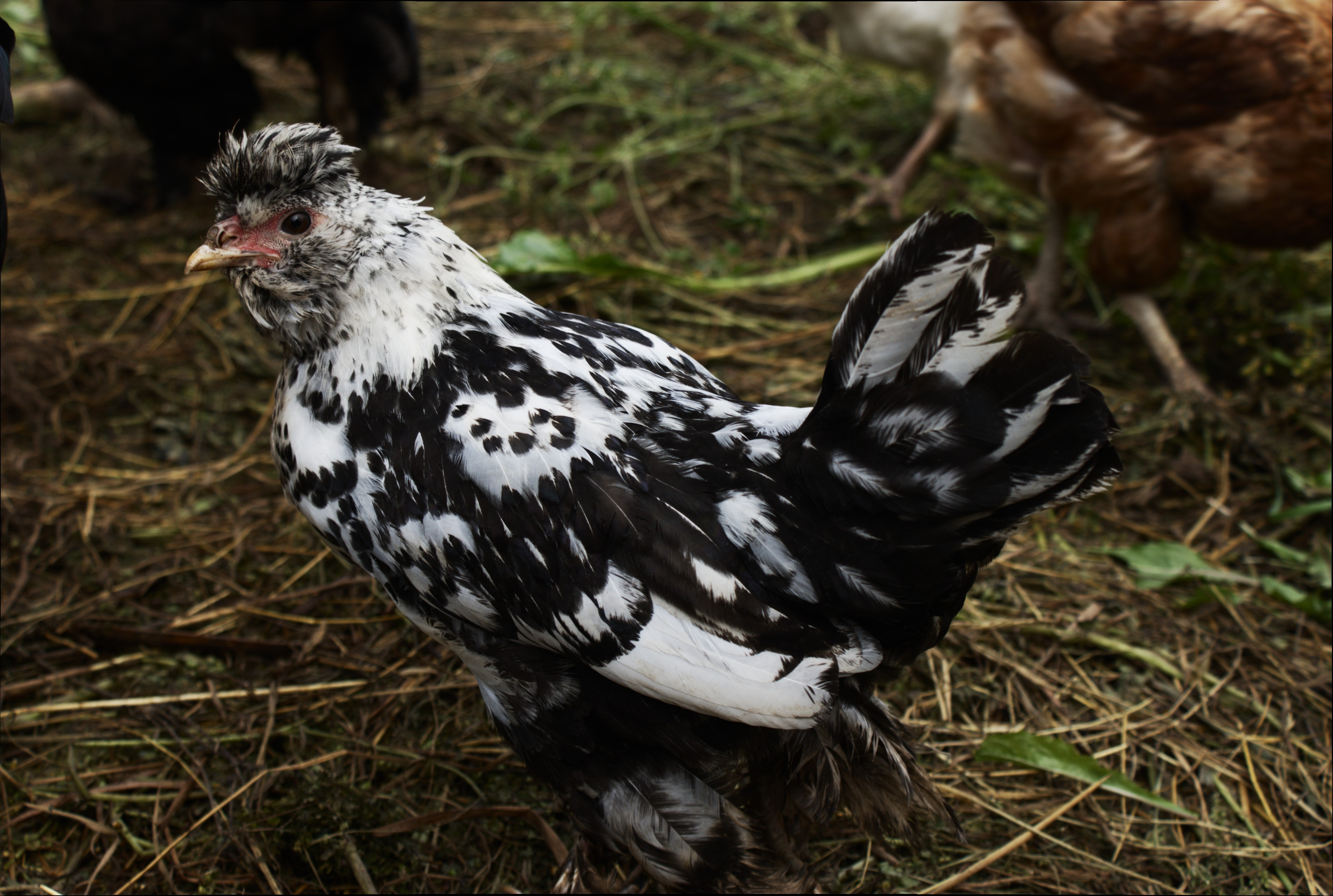
التعبير المشترك عن الجينات المسؤولة عن ألوان الريش.

في حالات السيادة المشتركة، تُعبر الصفات الوراثية للأليلين المختلفين لنفس الموضع الجيني بوضوح في النمط الظاهري. على سبيل المثال، في سلالات معينة من الدجاج، يكون أليل الريش الأسود سائداً مشاركاً مع أليل الريش الأبيض. ويكون للدجاجات غير المتجانسة الزيجوت لون يوصف بأنه "أرمينيت"، مرقط بريش أسود وأبيض يظهر كل منهما على حدة. العديد من الجينات البشرية، بما في ذلك جين لبروتين يتحكم في مستويات الكوليسترول في الدم، يُظهر أيضاً سيادة مشتركة. فالأشخاص الذين لديهم الشكل غير المتجانس الزيجوت من هذا الجين ينتجون شكلين مختلفين من البروتين، لكل منهما تأثير مختلف على مستويات الكوليسترول.

### الارتباط الجيني
عندما تقع الجينات على نفس الكروموسوم ولم يحدث تعابر كروموسومي قبل انفصال الكروموسومات إلى الأمشاج، فإن الصفات الوراثية ستُورث بشكل مرتبط، بسبب الارتباط الجيني. وتشكل هذه الحالات استثناءً لقاعدة مندل الخاصة بالتوزيع المستقل.

### الأليلات المتعددة
في الوراثة المندلية، تحتوي الجينات على أليلين فقط، مثل a وA. اختار مندل عن قصد أزواجًا من الصفات الوراثية، ممثلة بأليلين لتجاربه الوراثية. في الطبيعة، غالبًا ما توجد هذه الجينات في عدة أشكال مختلفة، ولذلك يقال إن لها أليلات متعددة. يمتلك الفرد عادة نسختين فقط من كل جين، ولكن غالبًا ما توجد العديد من الأليلات المختلفة داخل الجماعة. يتحدد لون معطف الأرنب بواسطة جين واحد له أربعة أليلات مختلفة على الأقل. وهي تعرض نمطًا لتسلسل الهيمنة الذي يمكن أن ينتج أربعة ألوان للمعطف. في جينات ألوان معطف الكلب، توجد أربعة أليلات على موضع أجوتي. الأليل "aw" سائد على الأليلين "at" و"a" ولكنه متنحي تحت "Ay".
العديد من الجينات الأخرى لها أليلات متعددة، بما في ذلك الجينات البشرية لفصيلة الدم ABO.

### التفوق الجيني

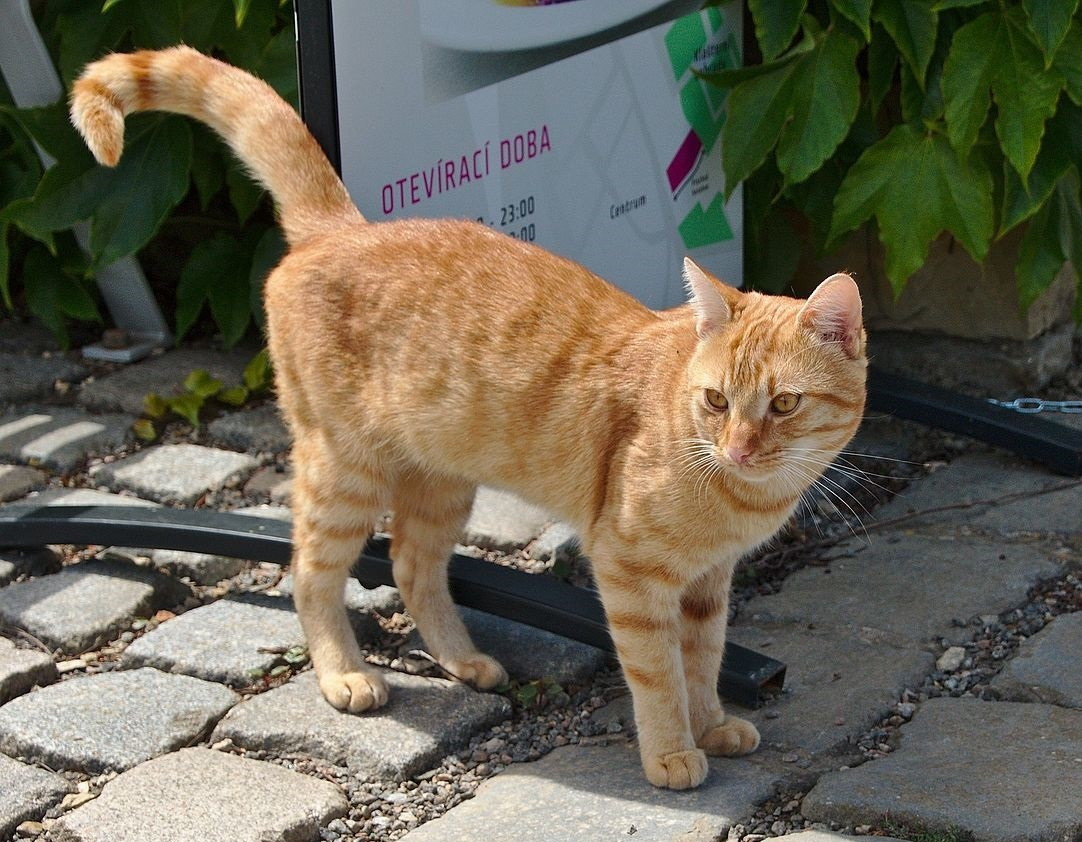
في التجمع الجيني للقطط (قطط فيليس) يوجد أليل متنحي لفرو برتقالي على الكروموسوم X. في الذكر، لا يستطيع الكروموسوم Y تعويض هذا، لذلك يولد القط الذكر الذي يحمل هذا الأليل برتقاليًا. هذا الأليل سائد فوق بعض جينات لون الفرو الأخرى.

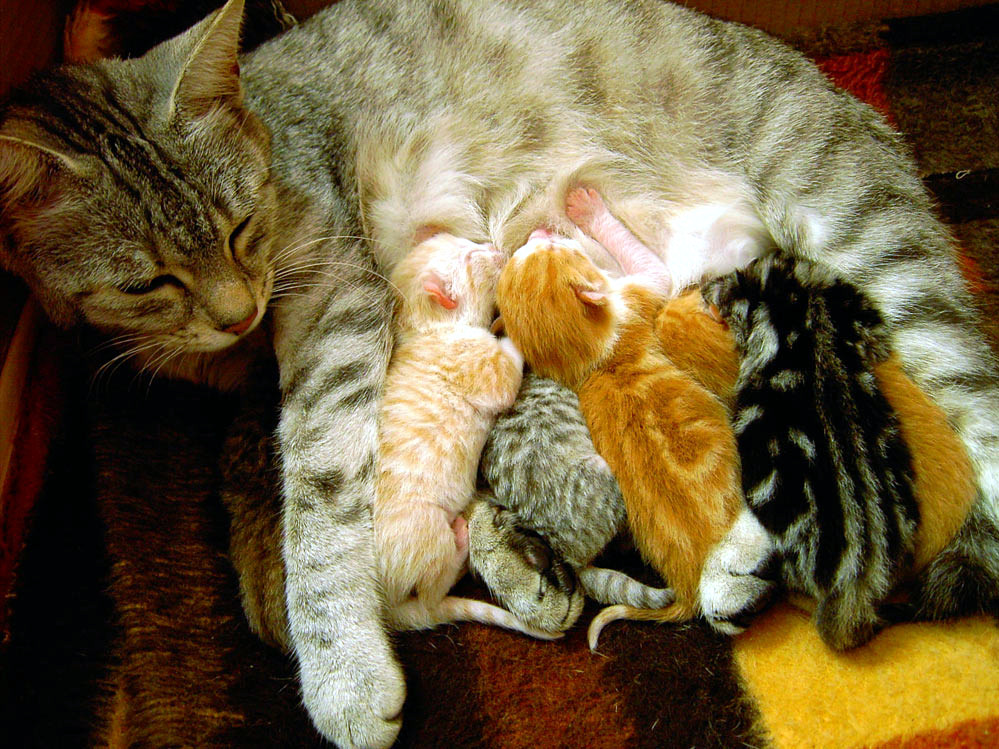
قطة غير متماثلة الزيجوت لديها قطط صغيرة من قط ذكر برتقالي: 50% منها برتقالية، و50% يمكنها إنتاج الميلانين السوي. هنا، كان انفصال أليليها، أحدهما سائد لقدرة إنتاج الميلانين السوي، والآخر متنحي للون البرتقالي، حاسمًا بالنسبة للون القطط الصغيرة. بالنسبة للذكور الصغار، من الحاسم أي من كروموسومي X ورثوه من الأم، لأن الكروموسوم Y لا يحتوي على أليل مقابل من الأب. وفي الإناث الصغيرات، من الحاسم أيضًا أي كروموسوم X حصلن عليه من الأم، لأنهن يحملن جميعًا أليلًا للون البرتقالي من الأب، ولا يصبح سوى متماثلات الزيجوت برتقالية اللون.

إذا كان لا يمكن التعبير عن جين واحد أو أكثر بسبب عامل وراثي آخر يعيق تعبيرها، فإن هذا التفوق الجيني يمكن أن يجعل من المستحيل حتى على الأليلات السائدة في مواضع جينية أخرى معينة أن يكون لها تأثير على النمط الظاهري. مثال على ذلك في علم وراثة معطف الكلب هو التماثل الزيجوتي مع الأليل "e e" على موضع التوسع، مما يجعل من المستحيل إنتاج أي صبغة أخرى غير الفيوميلانين. على الرغم من أن الأليل "e" هو أليل متنحي على موضع التوسع نفسه، فإن وجود نسختين يعزز سيادة جينات لون المعطف الأخرى. تمتلك القطط المنزلية جيناً له تأثير مماثل على الكروموسوم X.

### الوراثة المرتبطة بالجنس
تُظهر الصفات الوراثية الموجودة على الكروموسومات الجنسية أحيانًا أنماط وراثية محددة غير مندلية. يمكن للأفراد تطوير سمة متنحية في النمط الظاهري اعتمادًا على جنسهم - على سبيل المثال، عمى الألوان وهيموفيليا (انظر الوراثات المرتبطة بالكروموسوم الجنسي). نظرًا لأن العديد من الأليلات سائدة أو متنحية، فإن الفهم الحقيقي لمبادئ الوراثة المندلية يعد شرطًا أساسيًا لفهم أنماط الوراثة الأكثر تعقيدًا للوراثة المرتبطة بالجنس.

### الوراثة خارج نووية

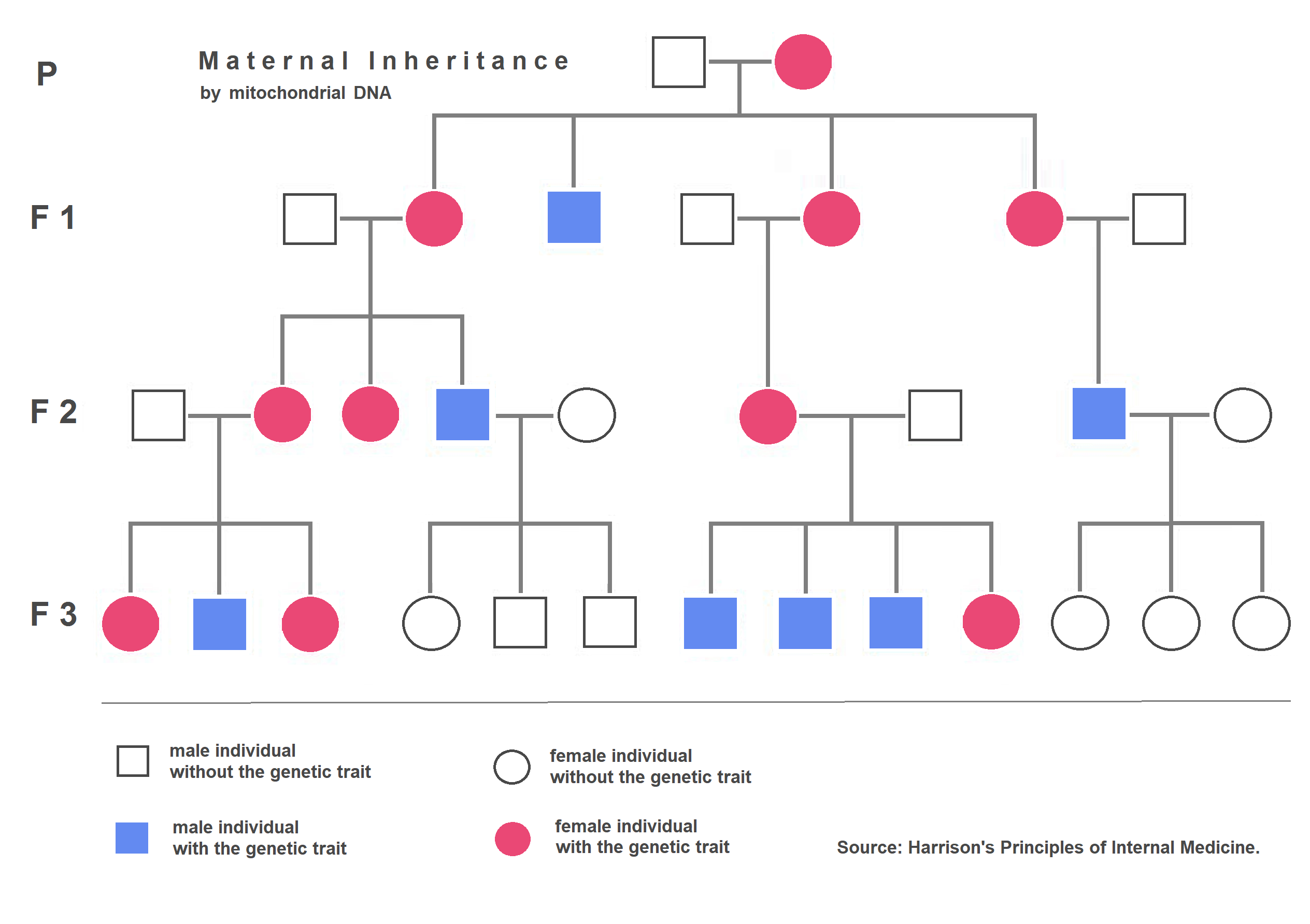
مثال على مخطط السلالة لصفة وراثية تنتقل عن طريق الحمض النووي للميتوكوندريا في الحيوانات والبشر. لا يرث النسل الناتج عن الذكور الذين يحملون الصفة هذه الصفة. يرث النسل الناتج عن الإناث اللاتي يحملن الصفة هذه الصفة دائمًا (بشكل مستقل عن جنسهن).

الوراثة خارج نووية (المعروفة أيضًا بالوراثة السيتوبلازمية) هي شكل من أشكال الوراثة غير المندلية، وقد اكتشفها لأول مرة كارل كورنز عام 1908. أثناء عمله على نبات شب الليل الجلبي، لاحظ كورنز أن لون الورقة يعتمد فقط على النمط الجيني للأم. بناءً على هذه البيانات، قرر أن هذه الصفة تنتقل عبر خاصية موجودة في سيتوبلازم البويضة. حدد بحث لاحق أجرته روث سيجر وآخرون أن الحمض النووي الريبوزي منقوص الأكسجين (DNA) الموجود في البلاستيدات الخضراء هو المسؤول عن نمط الوراثة غير المعتاد الذي لوحظ. أدى العمل على سلالة "بوكي" من العفن عصيباء مبوغة سميكة، الذي بدأته ماري وهيرشل ميتشل، في النهاية إلى اكتشاف المادة الوراثية في الميتوكوندريا، وهو الدنا المتقدرة.
وفقًا لنظرية التعايش الداخلي، كانت الميتوكوندريا والبلاستيدات الخضراء في الأصل كائنات حية حرة، استوعبتها كل منها خلية حقيقية النواة. بمرور الوقت، شكلت الميتوكوندريا والبلاستيدات الخضراء علاقة تكافلية مع مضيفيها حقيقيات النوى. على الرغم من أن انتقال عدد من الجينات من هذه العضيات إلى النواة يمنعها من العيش بشكل مستقل، إلا أن كل منها لا يزال يمتلك مادة وراثية في شكل حمض نووي ريبوزي منقوص الأكسجين مزدوج الشريط.
انتقال الحمض النووي الريبوزي منقوص الأكسجين للعضيات هذا هو المسؤول عن ظاهرة الوراثة خارج النواة. توجد كل من البلاستيدات الخضراء والميتوكوندريا في سيتوبلازم الجاميتات الأنثوية فقط. الجاميتات الذكرية (سبيرماتوزون على سبيل المثال) لا تحتوي على ميتوكوندريا سيتوبلازمية. وبالتالي، فإن النمط الظاهري للصفات المرتبطة بالجينات الموجودة في البلاستيدات الخضراء أو الميتوكوندريا تحدده الأم حصريًا.
عند البشر، الأمراض الميتوكوندرية هي فئة من الأمراض التي يؤثر الكثير منها على العضلات والعين.

### السمات المتعددة الجينات
العديد من السمات تنتج عن تفاعل عدة جينات. السمات التي تتحكم فيها جينان أو أكثر تسمى السمات متعددة الجينات. مصطلح "متعدد الجينات" يعني أن "العديد من الجينات" ضرورية للكائن الحي لتطوير السمة. على سبيل المثال، يشارك ما لا يقل عن ثلاثة جينات في تكوين الصبغة البنية المحمرة في عيون ذباب الفاكهة. غالبًا ما تظهر السمات متعددة الجينات نطاقًا واسعًا من الأنماط الظاهرية. يأتي التنوع الواسع في لون جلد الإنسان جزئيًا لأن أربعة جينات مختلفة على الأقل تتحكم على الأرجح في هذه السمة.

### الانفصال غير العشوائي
يحدث الانفصال غير العشوائي للكروموسومات عندما لا تتوزع الكروموسومات بشكل طبيعي أثناء الانقسام الاختزالي، وقد يحدث أيضاً في بعض حالات الانقسام المتساوي.

### تحويل المورث
يمكن أن يكون تحويل المورث أحد الأشكال الرئيسية للوراثة غير المندلية. ينشأ تحويل المورث أثناء إصلاح الحمض النووي من خلال إعادة التركيب الجيني، حيث تنتقل قطعة من معلومات تسلسل الحمض النووي من حلزون الحمض النووي (الذي يظل دون تغيير) إلى حلزون حمض نووي آخر، والذي يتغير تسلسله. قد يحدث هذا كتصحيح عدم التطابق بين خيوط الحمض النووي المشتقة من أبوين مختلفين. وبالتالي، يمكن لتصحيح عدم التطابق أن يحول أحد الأليلات إلى الآخر. يمكن الكشف عن هذه الظاهرة من خلال نسب النسل غير المندلية، ويلاحظ بشكل متكرر، على سبيل المثال، في عمليات التهجين الفطرية.

### الوراثة المعدية
شكل آخر من أشكال الوراثة غير المندلية يُعرف باسم الوراثة المعدية. قد تصيب الجزيئات المعدية مثل الفيروسات الخلايا المضيفة وتستمر في التواجد في سيتوبلازم هذه الخلايا. وإذا أدى وجود هذه الجزيئات إلى نمط ظاهري متغير، فإن هذا النمط الظاهري قد ينتقل لاحقًا إلى النسل. وبما أن هذا النمط الظاهري يعتمد فقط على وجود الغازي في سيتوبلازم الخلية المضيفة، فإن الوراثة ستحددها فقط حالة الأم المصابة. وسيؤدي هذا إلى انتقال أحادي الأبوين للصفة، تمامًا كما هو الحال في الوراثة خارج النواة.
أحد أكثر الأمثلة التي دُرست جيدًا للوراثة المعدية هي ظاهرة القاتل التي تظهر في الخميرة. فيروسان من الحمض النووي الريبوزي المزدوج السلسلة، يُشار إليهما بـ L وM، مسؤولان عن هذا النمط الظاهري. يُشفّر فيروس L بروتينات القفيصة لكلا الفيروسين، بالإضافة إلى إنزيم بوليميراز الحمض النووي الريبوزي. وبالتالي، لا يمكن لفيروس M أن يصيب إلا الخلايا التي تحتوي بالفعل على جزيئات فيروس L. يُشفّر الحمض النووي الريبوزي الفيروسي M سمًا يُفرز من الخلية المضيفة. ويقتل الخلايا الحساسة التي تنمو بالقرب من المضيف. كما يجعل الحمض النووي الريبوزي الفيروسي M الخلية المضيفة محصنة ضد التأثيرات القاتلة للسم. لكي تكون الخلية حساسة، يجب أن تكون إما غير مصابة أو تحتوي فقط على فيروس L.
لا تستطيع فيروسات L وM مغادرة خليتها المضيفة بالوسائل التقليدية. ولا يمكنها الانتقال من خلية إلى أخرى إلا عندما يخضع مضيفها للتزاوج. وستصاب جميع ذرية التزاوج الذي يشمل خلية خميرة مصابة بشكل مزدوج بفيروسات L وM أيضًا. لذلك، سينتقل النمط الظاهري القاتل إلى جميع النسل.
كما حُددت صفات وراثية ناتجة عن الإصابة بجزيئات غريبة في ذبابة الفاكهة. تتعافى ذبابة الفاكهة البرية عادةً تمامًا بعد تخديرها بثاني أكسيد الكربون. وقد حُددت سلالات معينة من الذباب تموت بعد التعرض لهذا المركب. وتنتقل حساسية ثاني أكسيد الكربون هذه من الأمهات إلى نسلهن. وتعزى هذه الحساسية إلى الإصابة بفيروس سيجما (Sigma)، وهو فيروس ربدي لا يمكنه إصابة سوى ذبابة الفاكهة.
على الرغم من أن هذه العملية عادةً ما ترتبط بالفيروسات، فقد أظهرت الأبحاث الحديثة قدرة بكتيريا ولبخية أيضاً على إدخال جينومها في جينوم العائل.

### البصمة الجينومية
تمثل البصمة الجينومية مثالًا آخر على الوراثة غير المندلية. فكما هو الحال في الوراثة التقليدية، تنتقل جينات سمة معينة إلى النسل من كلا الأبوين. ومع ذلك، تُوسَم هذه الجينات فوقيًا قبل الانتقال، مما يغير مستويات تعبيرها. تتكون هذه البصمات قبل تكوين الأمشاج وتُمحى أثناء تكوين خلايا الخط الجنسي. لذلك، يمكن تكوين نمط جديد من البصمة مع كل جيل.
تُبصَم الجينات بشكل مختلف اعتمادًا على الأصل الأبوي للكروموسوم الذي يحملها. ففي الفئران، يخضع جين عامل النمو شبيه الأنسولين 2 للبصمة. ويساعد البروتين الذي يشفر بواسطة هذا الجين في تنظيم حجم الجسم. تكون الفئران التي تمتلك نسختين وظيفيتين من هذا الجين أكبر من تلك التي لديها نسختان متحورتان. يعتمد حجم الفئران التي تكون متغايرة الزيجوت في هذا الموضع الجيني على الأصل الأبوي للأليل السائد. فإذا كان الأليل الوظيفي قادمًا من الأم، فسوف يُظهر النسل قزامة، في حين أن الأليل الأبوي سينتج فأرًا ذو حجم طبيعي. ويرجع ذلك إلى أن جين Igf2 الأمومي مُبصَم. وتؤدي البصمة إلى تعطيل جين Igf2 على الكروموسوم المنتقل من الأم.
تتكون البصمات نتيجة للمثيلة التفاضلية للأليلات الأبوية والأمومية. ويؤدي هذا إلى اختلاف في التعبير بين الأليلات القادمة من الأبوين. ترتبط المواقع ذات المثيلة الكبيرة بمستويات منخفضة من التعبير الجيني. ويُلاحظ تعبير جيني أعلى في المواقع غير المثيلة. وفي هذا النمط من الوراثة، لا يُحدد النمط الظاهري فقط بواسطة الأليل المحدد المنتقل إلى النسل، بل أيضًا بجنس الوالد الذي نقله.

### الفسيفساء
يُطلق على الأفراد الذين يمتلكون خلايا ذات اختلافات جينية عن الخلايا الأخرى في أجسامهم اسم الكائنات المبرقشة (فسيفساء). يمكن أن تنتج هذه الاختلافات عن طفرات تحدث في أنسجة مختلفة وفي فترات نمو مختلفة. فإذا حدثت طفرة في الأنسجة غير المكونة للأمشاج، فإنها تُوصف بأنها جسدية. تحدث الطفرات في الخط الجنسي في خلايا البويضة أو الحيوانات المنوية ويمكن أن تنتقل إلى النسل. أما الطفرات التي تحدث مبكرًا في النمو فسوف تؤثر على عدد أكبر من الخلايا ويمكن أن ينتج عنها فرد يمكن تحديده كمبرقش بناءً على النمط الظاهري بشكل صارم.
تنتج الفسيفساء أيضًا عن ظاهرة تُعرف باسم تعطيل الكروموسوم X. تمتلك جميع إناث الثدييات كروموسومين X. ولمنع مشاكل الجرعة الجينية القاتلة، يُعطل أحد هذين الكروموسومين بعد الإخصاب. تحدث هذه العملية بشكل عشوائي لجميع خلايا جسم الكائن الحي. نظرًا لأن الكروموسومين X لدى أنثى معينة سيختلفان بالتأكيد تقريبًا في نمط الأليلات المحدد لديهما، فسينتج عن ذلك أنماط ظاهرية خلوية مختلفة اعتمادًا على الكروموسوم الذي اُخمد. تُظهر قطط الكاليكو، التي تكون جميعها تقريبًا إناثًا، أحد أكثر المظاهر شيوعًا لهذه العملية.

### اضطرابات تكرار ثلاثي النوكليوتيدات
تتبع اضطرابات تكرار النيوكليوتيدات الثلاثية أيضًا نمطًا غير مندلي للوراثة. تنجم جميع هذه الأمراض عن توسع تكرارات مترادفة قصيرة للدنا الصغير تتكون من امتداد لثلاثة نيوكليوتيدات. وعادةً ما يكون عدد الوحدات المتكررة منخفضًا نسبيًا لدى الأفراد. ومع كل جيل متتالٍ، توجد فرصة لتوسع عدد التكرارات. وعند حدوث ذلك، يمكن أن يتقدم النسل إلى مرحلة ما قبل الطفرة ويصل في النهاية إلى الحالة المصابة. يكون لدى الأفراد الذين لديهم عدد من التكرارات يقع في نطاق ما قبل الطفرة فرصة جيدة لإنجاب أطفال مصابين. أما أولئك الذين يتقدمون إلى الحالة المصابة فسوف تظهر عليهم أعراض مرضهم الخاص. تشمل اضطرابات تكرار النيوكليوتيدات الثلاثية البارزة متلازمة الصبغي X الهش وداء هنتنغتون. وفي حالة متلازمة X الهش، يُعتقد أن الأعراض تنتج عن زيادة المَثيَلَة وما يصاحبها من انخفاض في تعبير جين تعطيل الذهن المرتبط بالكروموسوم X الهش لدى الأفراد الذين لديهم عدد كافٍ من التكرارات.